# Bradytera
Bradytera este un gen de molii din familia Lymantriinae.